# Sahuniwka
Sahuniwka (ukrainisch Сагунівка; russisch Сагуновка Sagunowka) ist ein Dorf in der zentralukrainischen Oblast Tscherkassy mit etwa 3300 Einwohnern (2018).
Das als Łomowate in der ersten Hälfte des 17. Jahrhunderts erstmals erwähnte Dorf liegt am Südufer des zum Krementschuker Stausee angestauten Dnepr. Über die südlich von Sahuniwka verlaufende Regionalstraße P–10 erreicht man nach 30 km in nordwestliche Richtung die Oblasthauptstadt Tscherkassy.

## Verwaltungsgliederung
Am 17. August 2018 wurde das Dorf zum Zentrum der neugegründeten Landgemeinde Sahuniwka (ukrainisch Сагунівська сільська громада/Sahuniwska silska hromada), zu dieser zählen auch die Dörfer Borowyzja und Topyliwka, bis dahin bildete es die gleichnamige Landratsgemeinde Sahuniwka (Сагунівська сільська рада/Sahuniwska silska rada) im Osten des Rajons Tscherkassy.
Folgende Orte sind neben dem Hauptort Sahuniwka Teil der Gemeinde:
| Name                     | Name       | Name                  |
| ukrainisch transkribiert | ukrainisch | russisch              |
| ------------------------ | ---------- | --------------------- |
| Borowyzja                | Боровиця   | Боровица (Borowiza)   |
| Topyliwka                | Топилівка  | Топиловка (Topilowka) |